# Chambre détachée (Guyane)

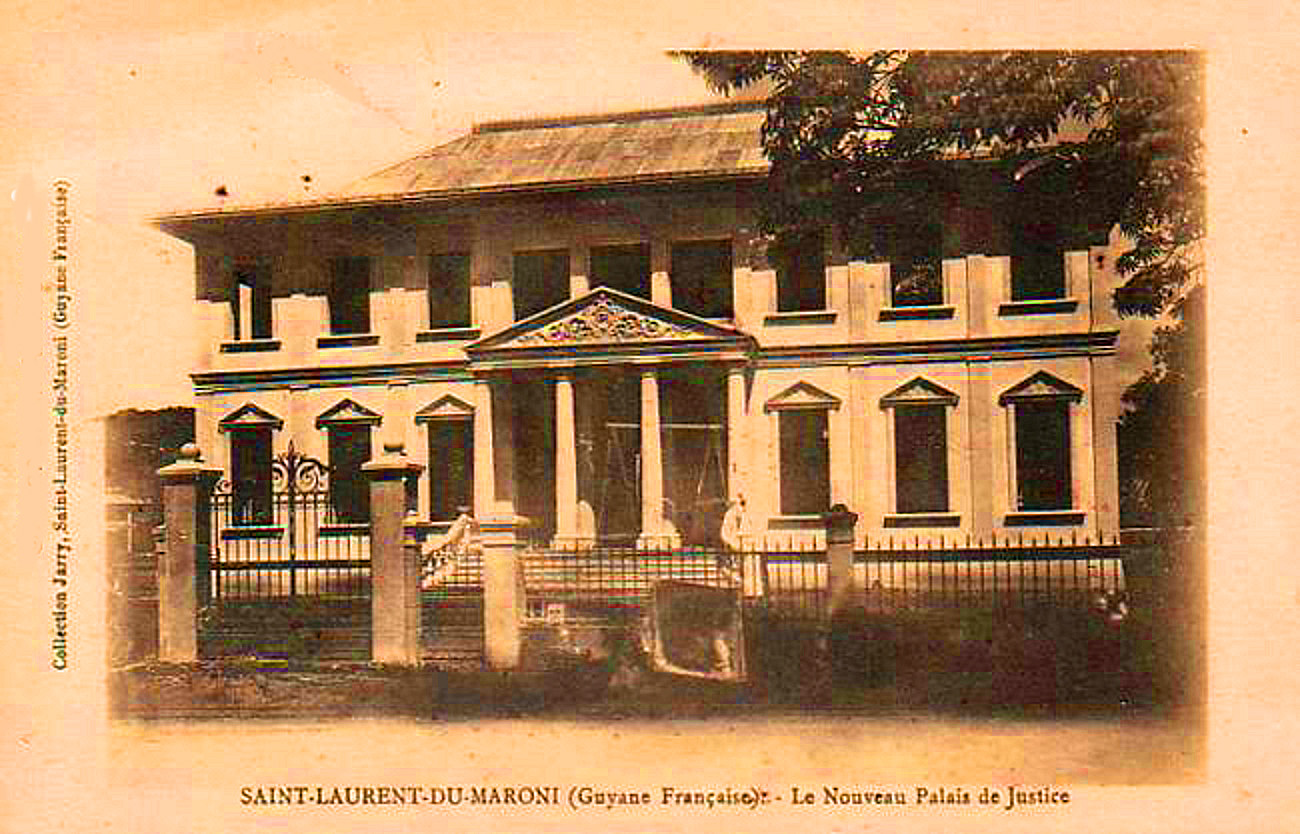
L'ancien palais de justice de Saint-Laurent, avant sa fermeture: un ancêtre de la chambre détachée.

La chambre détachée du TGI de Cayenne est une antenne du tribunal de grande instance de Cayenne, située à Saint-Laurent-du-Maroni. Sa création a été annoncée en 2013 par la garde des sceaux Christiane Taubira afin de faciliter l'accès à la justice. La création de cette chambre détachée s'inscrivait aussi dans un effort de gestion de la question historiquement compliquée de l'état-civil en Guyane.
La première magistrate installée à ce poste a agi en justice pour recevoir sa prime de sujétion géographique.
Des séances foraines sont également tenues le long du Maroni, en pirogue, depuis 2013,. Il y a eu en 2019 plusieurs manques de juges spécialisés pour cette chambre détachée.